# Lurdy
Lurdy (francouzsky Lourdes) je jihofrancouzské město ležící v podhůří Pyrenejí v departementu Hautes-Pyrénées. V roce 1858 zde došlo k mariánskému zjevení mladé Bernadettě Soubirousové, a brzy poté se Lurdy staly jedním z nejdůležitějších římskokatolických poutních míst světa. Později exhumované a v městečku Nevers vystavené tělo Bernadetty Soubirousové zůstalo dodnes neporušeno.

## Zázraky
V roce 1989 bylo uznáno zázračné uzdravení Delíziy Cirolli. V deseti letech jí lékaři objevili osteosarkom – zhoubnou rakovinu kostí. K divu nedošlo přímo v Lurdech: až dva měsíce po jejich návštěvě se dívka jedno ráno probudila a cítila se zdravá. Kontrolní vyšetření ukázala, že po sarkomu není ani památky. Delíziin lékař, profesor Quintino Mollca, nemohl uzdravení uvěřit. Dodnes není schopen tuto věc vysvětlit.
Kazuistiku zde vyléčených pacientů zkoumá lékařský úřad Bureau des Constatations Médicales (BCM).

## Galerie

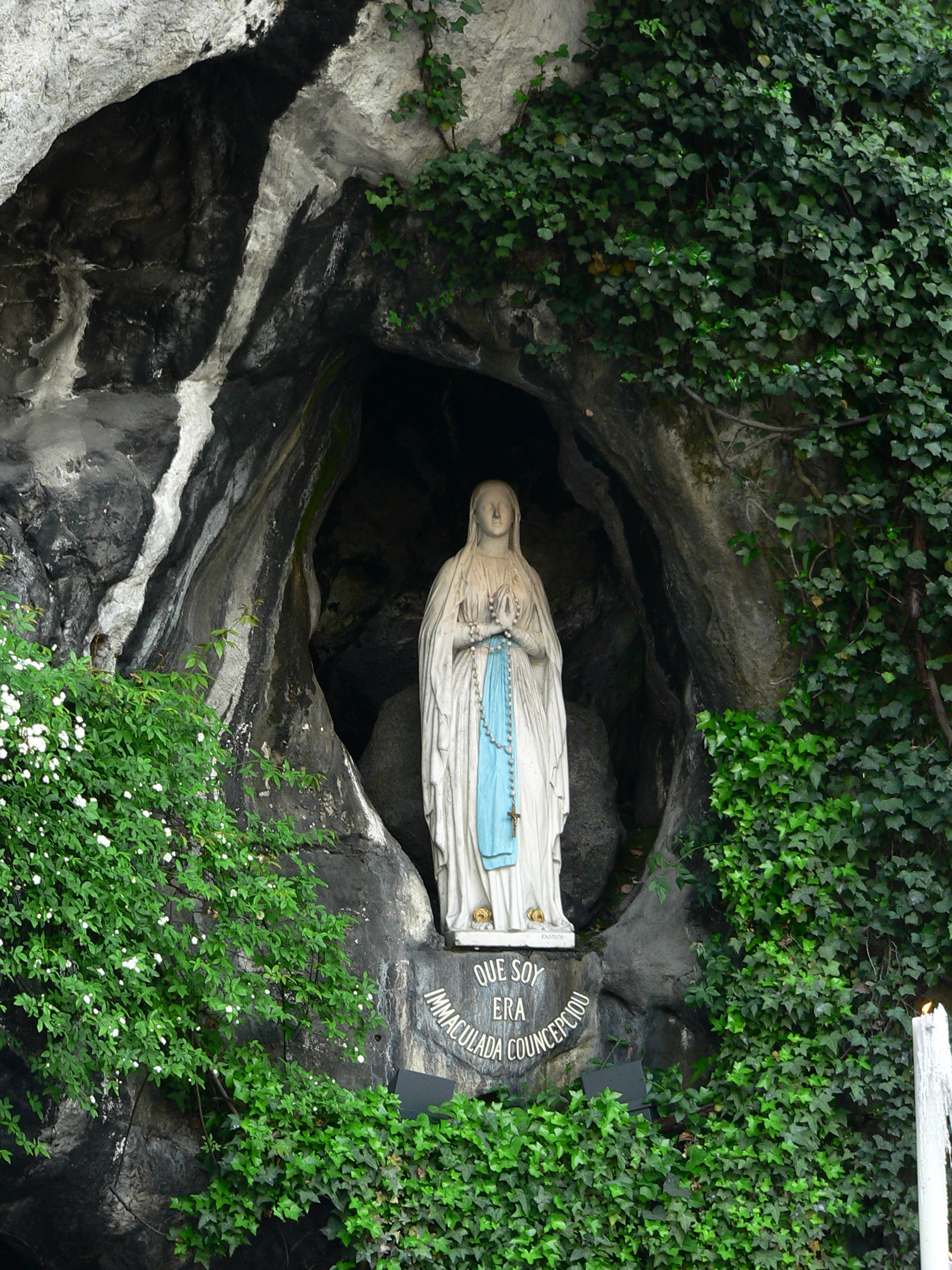
Socha Panny Marie v jeskyni na místě zjevení (1858)
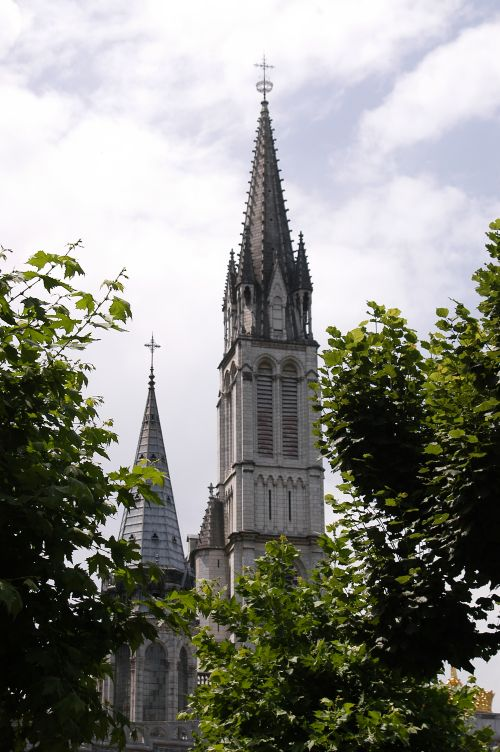
Basilika nad pramenem
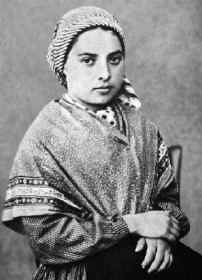
Bernadette Soubirous
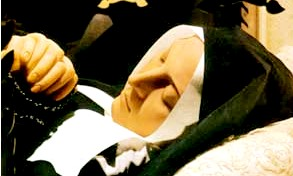
Neporušené tělo Bernadette Soubirous v Nevers